# Patrick Playfair

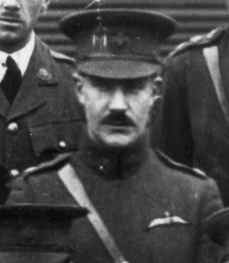
Patrick Playfair

Air Marshal Sir Patrick Henry Lyon Playfair (Newmarket, 22 november 1889 – 23 november 1974) was een commandant in de Royal Flying Corps tijdens de Eerste Wereldoorlog en van de Royal Air Force tijdens de Tweede Wereldoorlog.

## Biografie
Playfair studeerde aan de Royal Military Academy, Woolwich en werd na zijn afstuderen in 190 toegevoegd aan de Royal Field Artillery. Hij ging in augustus 1912 vanuit de Royal Field Artillery bij de Royal Flying Corps en werd aanvankelijk toegevoegd aan de RFC-squadron nr. 4 die zijn basis had in Farnborough. 
Hij ging in augustus 1914 met de No. 4 Squadron naar Frankrijk en kreeg op 27 januari 1915 het bevel over de 'B' Flight Commander van de No 11 Squadron RFC. Hij werd bevorderd tot majoor en kreeg op 12 januari 1916 het commando over de RFC-squadron nr. 8 en in november 1917 kreeg hij het commando over de 13e (Leger) Wing RFC. Playfair moest van augustus 1916 tot november 1917 revalideren vanwege een vliegtuigongeluk en in 1918 was hij vanwege ziekte weer een tijd uit de running. Na de Eerste Wereldoorlog bleef hij bij de RAF. Voor zijn verdiensten tijdens de Eerste Wereldoorlog werd Playfair onderscheiden met het Military Cross en de US Distinguished Service Medal. 
In 1919 was Playfair een tijdje commandant van de Central Flying School. Hij diende daarna tijdens  het interbellum in India, Transjordanië en het Mandaatgebied Palestina.  Na zijn periode in Transjordanië en Palestina werd hij op 31 oktober 1932 benoemd tot Air Officer Commanding van de RAF-groep nr. 23. Na die periode was hij respectievelijk Air Officer Commanding van Wessex Bombing Area en Western Area.  Van 1 mei 1936 tot 17 februari was hij Air Officer Commanding van RAF-groep nr. 3. 
Playfair was van 17 februari 1938 tot 2 september 1939 Air Officer Commanding van RAF-groep nr. 1. In september 1939 kreeg hij het bevel over de Advanced Air Striking Force (AASF) die een aantal eenheden in West-Europa plaatste. In 1940 werd hij onderscheiden met de benoeming tot Ridder Commandeur in de Orde van het Britse Rijk. De vliegtuigen van de AASF werden echter in mei 1940 tijdens Fall Gelb verrast door een Duitse aanval op vliegvelden in Nederland, België en Frankrijk. Playfair probeerde elke mogelijke vliegtuig in de lucht te krijgen om de Duitsers die bij Sedan waren tegen te houden. Het werd echter een mislukking en de squadrons verloren een groot aantal van hun vliegtuigen. Na de evacuatie bij Duinkerke werd Playfair in augustus 1940 benoemd tot Air Officer Commanding-in-Chief in India wat hij tot maart 1942 bleef vervullen en ging daarna met pensioen uit het leger. Hij werd opgevolgd als Air Officer Commanding-in-Chief India door Air Chief Marshal Richard Peirse.

## Rangen
- Wing Commander – 1 augustus 1919
- uitvoerend Group Captain – 22 november 1922
- Group Captain – 1 januari 1923
- Air Commodore – 1 januari 1930
- Air Vice-Marshal – 1 januari 1934
- uitvoerend Air Marshal – 5 augustus 1940
- Air Marshal – 6 maart 1942

## Decoraties
- Ridder Commandeur in de Orde van het Britse Rijk
- Lid in de Orde van het Bad
- Commandeur in de Koninklijke Orde van Victoria
- Military Cross